# Appias libythea
Appias libythea is een vlindersoort uit de familie van de Pieridae (witjes), onderfamilie Pierinae.
Appias libythea werd in 1775 beschreven door Fabricius.